# Hanna Hartman
Hanna Hartman (née le 27 octobre 1961 à Uppsala) est une compositrice et artiste sonore suédoise. Elle réside à Berlin depuis 2020.

## Biographie
De 1982 à 1988, elle étudie la littérature et les études théâtrales à l’Université de Stockholm. Entre 1989 et 1991, elle poursuit une formation en médias interactifs au Dramatiska Institutet de Stockholm, puis complète sa formation en 1992 à l’EMS (Electro Acoustic Music) de la même ville. Depuis 1991, elle travaille comme auteure indépendante pour les radios suédoise, danoise et allemande. En 1996, elle rejoint la section dramaturgie de Sveriges Radio. En 1998, elle transfère son studio à Copenhague puis, en 2000, à Berlin. Elle est membre de l’Académie des arts de Berlin.

## Œuvre
Depuis 1990, elle crée des œuvres électroacoustiques pour la radio, ainsi que des installations sonores et des performances. Ses compositions, souvent basées sur des field recordings, associent sons de la vie courante et environnementaux avec des matériaux sonores contrastés,. Elle représente le souffle à travers l'art.

## Discographie
- 2002 : Hanna Hartman, Elektron Records
- 2005 : Longitude / Cratere, Komplott[8]
- 2007 : Ailanthus, Komplott[9]
- 2011 : H ^ 2, Komplott[10]
- 2016 : Black Bat, Komplott[11]

## Distinctions
- 1998 : Prix Europa pour *Geräusche des Monats*[12]
- 2000 : Karl‑Sczuka‑Preis pour *Cikoria. Eine Reise. Ein Jahr*
- 2004 : Prix radio du Författarförbundet (Suède)[13]
- 2006 : Prix Phonurgia Nova pour *Longitude 013°26’E*
- 2016 : Prix Phonurgia Nova pour *Törst*[14]
- 2021 : Prix de Rome (Villa Massimo)[15]